# یواس‌اس کلاور (۱۸۶۳)
یواس‌اس کلاور (۱۸۶۳) (به انگلیسی: USS Clover (1863)) یک کشتی بود که طول آن ۹۲ فوت (۲۸ متر) بود.